# Livio Prieto
Livio Armando Prieto (Córdoba, 31 de julho de 1981) é um futebolista argentino que atua como meia. Atualmente, joga pelo Duque de Caxias.

## Carreira
No início de sua carreira, Prieto começou no Deportivo Español, em seguida passou pelo Independiente, Nueva Chicago e Belgrano; AEK, da Grécia.
Nos anos de 2005 e 2006, foi para o Atlético Mineiro, em seguida foi para  o Club Sportif Sfaxien, Santa Clara, em 2008 foi para a equador para jogar no Emelec, e ainda em 2008 foi para Portugal defender o Paços Ferreira. para 2010 defenderá o Duque de Caxias.